# معركة كركوك (2016)
غارة كركوك 2016 هي غارة وهجوم انتحاري لتنظيم داعش على مدينة كركوك في شمال العراق. ولقد جاء الهجوم بعد أقل من أسبوع من بداية معركة الموصل التي أطلقتها قوات الأمن العراقية وقوات الحلفاء.

## الغارة
في 21 أكتوبر 2016، دخل مدينة كركوك عشرات من مسلحي وانتحاريي تنظيم داعش، تدعمهم خلايا نائمة محلية، واقتحموا محطة كهرباء ومراكز للشرطة في المدينة، مما أسفر عن مقتل 18 من أفراد قوات الأمن وعمال محطة توليد الطاقة، بما في ذلك 2–5 عدد من العمال الإيرانيين. ولقد استولى مسلحي تنظيم داعش على مسجد وفندق مهجور وتحصنوا بداخلهما.
وبعد ساعات، استولى تنظيم داعش على فندقين آخرين وتحصنوا بهم. ولقد قتل ما يزيد على 20 مسلح من تنظيم داعش، عند استعادة قوات الأمن لجميع الفنادق. وفي اليوم التالي، أجرت قوات الحكومة عملية اجتثاث لتطهير المدينة من المسلحين المتبقين، مع قيام بعض هؤلاء بتفجير أنفسهم بينما كانوا محاصرين. وفي 23 أكتوبر، حاول آخر ما تبقى من مهاجمي داعش الفرار من المدينة، مع مقتل خمسة واعتقال قوات الأمن لقائد عمليات داعش. وفي 24 أكتوبر، أعلن محافظ كركوك، كريم نجم الدين، أن المدينة طهرت تماماً من مقاتلي تنظيم داعش. وبعد ذلك بيومين، اعتقلت قوات الأمن نزار محمود عبد الغني، ابن عم صدام حسين، لمشاركته في غارة كركوك.